# Otrantský zámek
Otrantský zámek (1764, The Castle of Otranto) je román anglického preromantického spisovatele Horace Walpoleho. Dílo je považováno za první gotický román, mělo veliký ohlas, ovlivnilo celou řadu dalších autorů, kteří nově vzniklý literární žánr dále rozvíjeli, a mělo velký význam pro nastupující romantismus. Samotné označení gotický použil Walpole v podtitulu druhého vydání knihy, kterou označil jako „Gothic Story“.

## Vznik románu
K napsání románu Walpoleho údajně inspiroval sen, který se mu zdál v červnu roku 1764 v jeho novogotickém domě Strawberry Hill v Twickenhamu, o jakémsi starodávném zámku, kde se na horním konci velkého schodiště objevila obrovská ruka v brnění. Jméno Otranto Walpole našel na mapě Neapolského království a fantastické a hrůzostrašné motivy přebral z rytířských románů. Román pak napsal během dvou měsíců.

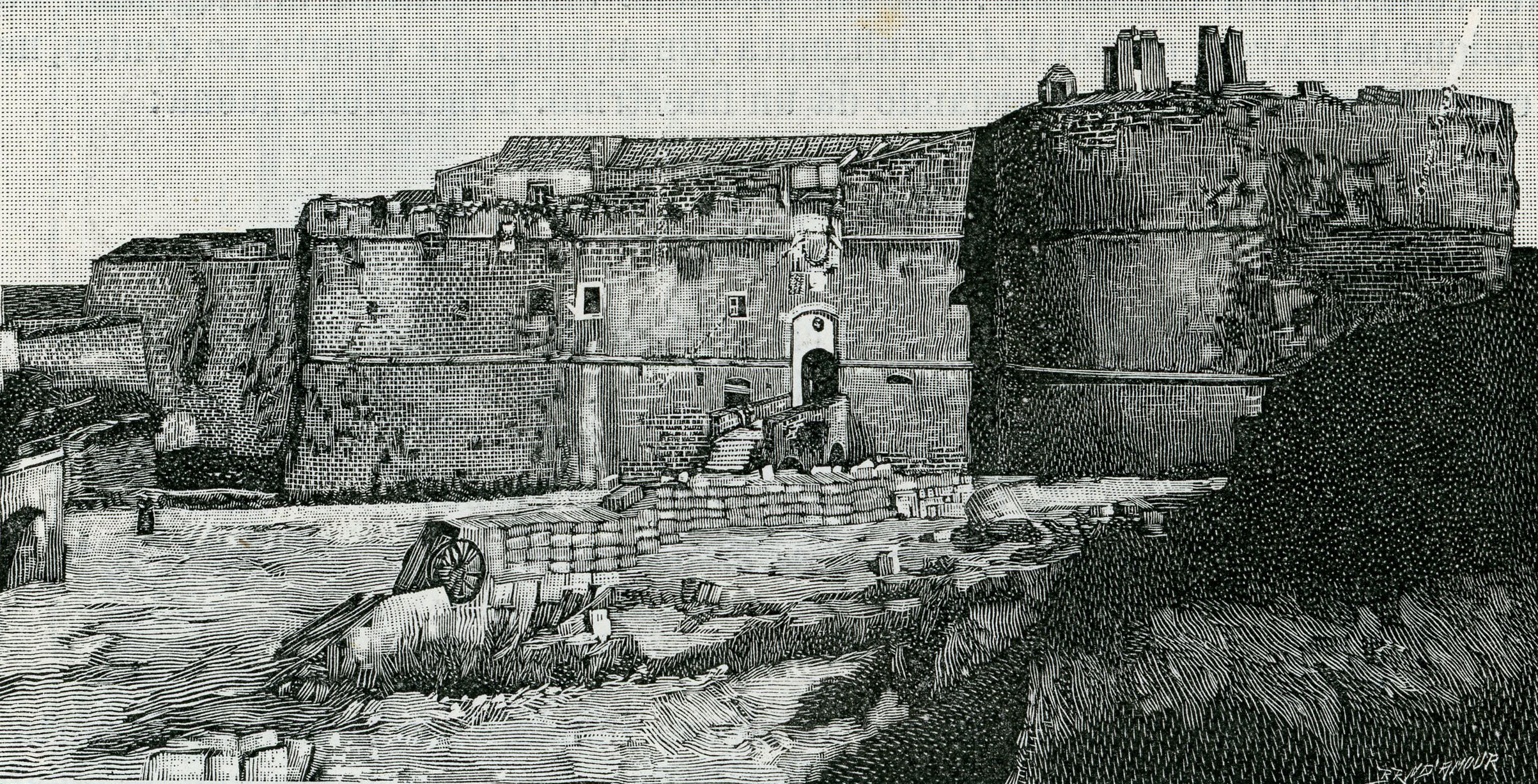
Pohled na Otrantský zámek z roku 1899

Příběh románu zasadil Walpole do středověké Itálie do období křížových výprav a popsal v něm, jak se ve zdech gotického hradu, v jeho podzemí i v blízkém okolí naplňuje záhadná věštba, že vláda v otrantském knížectví přejde, až se naplní čas, z moci nezákonného uchvatitele do rukou právoplatného dědice. To vše se děje za pomoci nadpřirozených úkazů, jako je například obrovská přilba padající z oblohy, vzdychající a ožívající obrazy, dveře, které se samy otevírají a zavírají, kostlivci v mnišském hábitu nebo zjevující se strašidelní rytíři. Zámek sám je plný propadlišť, tajných chodeb a ponurých sklepení, podtrhujících fantastičnost děje.
Román měl splňovat dobové normy umělecké náročnosti. Je rozdělen do pěti kapitol (jako je pět jednání v klasické tragédii), splňuje jednotu děje, místa a času (odehrává se během tří dnů na zámku a v jeho okolí a co je třeba vysvětlit z minulosti, děje se pomocí retrospektivního vyprávění postav). Porušena je jen jednota stylu, kterou Walpole odůvodnil nápodobou Williama Shakespeara (román obsahuje paralely s jeho hrou Hamlet, jako je například setkání s duchem, který je mluvčím pravdy nebo otázka incestu, pokrevních linií a nástupnictví).
Protože měl Walpole obavy, jak bude jeho dílo přijato veřejností, vydal román jako překlad díla jakéhosi Onuphria Muralta, otrantského kanovníka kostela sv. Mikuláše, jehož výtisk z roku 1529 byl objeven v knihovně jedné staré katolické rodiny na severu Anglie a který do angličtiny přeložil jakýsi William Marshal. Protože měl román velký úspěch, přiznal se Walpole v předmluvě ke druhému vydání románu k jeho autorství.

## Obsah románu

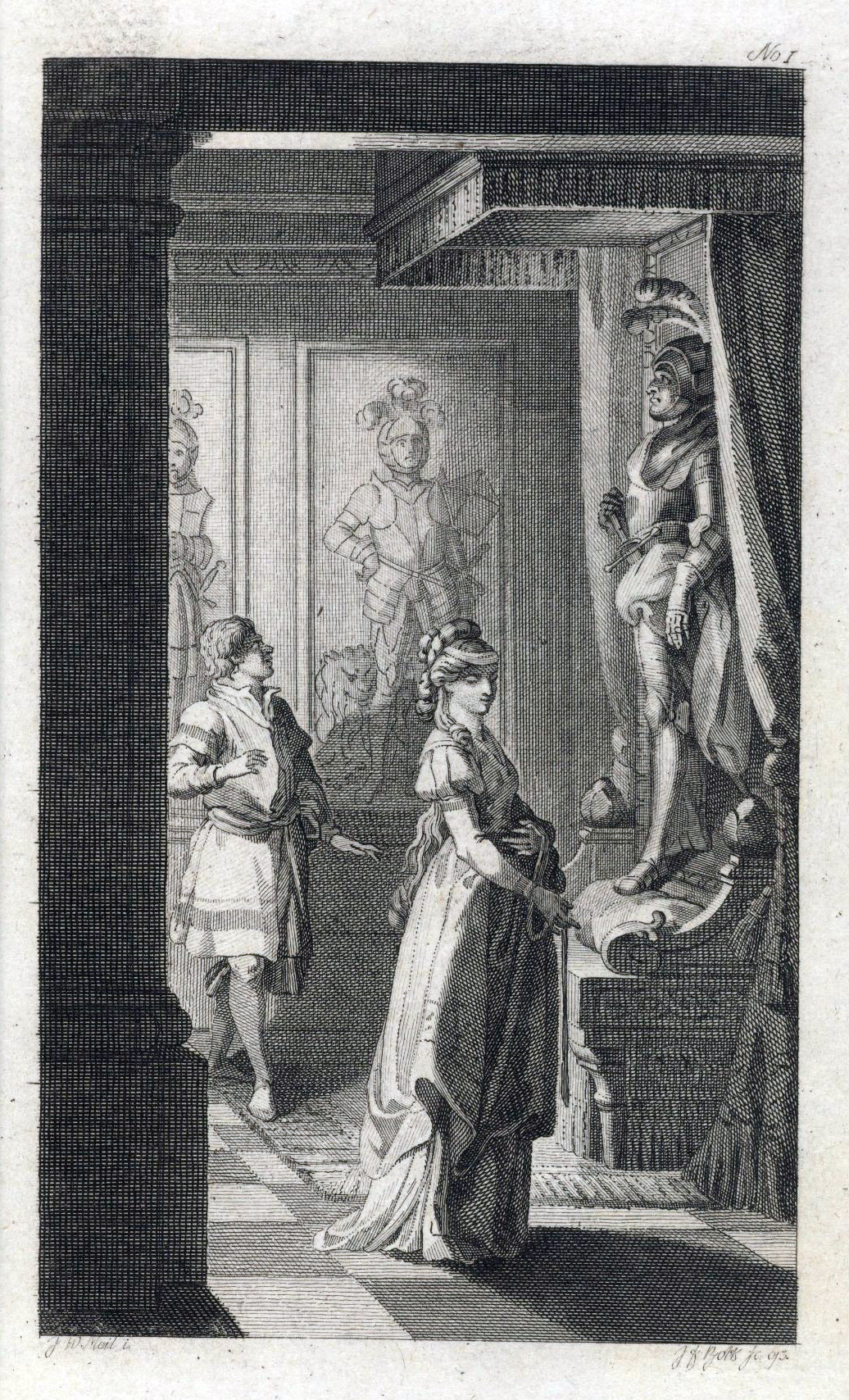
Ilustrace Johanna Wilhelma Meila z roku 1794

Román vypráví příběh otrantského knížete Manfréda, jehož postavu Walpole údajně vytvořil podle sicilského krále Manfréda, který skutečně Otranto vlastnil). Manfréd má se svou ženou Hypolitou dvě děti: krásnou osmnáctiletou dceru Matyldu, a o tři roky mladšího syna Konráda, který je nehezký a neduživý.
Manfréd ví, že vládne panství neprávem, a obává se staré podivné věštby, že „otrantské panství a zámek přejdou z ruky nynějšího rodu, jakmile pravý vlastník vyroste do takové velikosti, že ho nebude moci obývat.“ Ujednal proto s poručníky dcery zmizelého vicenzského markýze Isabely její svatbu se svým synem, aby jeho rod pokračoval. Kniha začíná v jejich svatební den. Krátce před obřadem je však Konrád rozdrcen obrovskou helmou, která na něho spadne z nebe. Zároveň se zjistí, že helma se podobá přílbě na černé mramorové soše Alfonse Dobrého, jednoho z dřívějších otrantských knížat, umístěné v blízkém kostele svatého Mikuláše, a že tato přilba zmizela.
Manfréd, vyděšený tím, že Konrádova smrt je začátkem konce jeho pokrevní linie, se rozhodne rychle získat nového dědice. Chce zapudit svou manželku Hypolitu, která mu již nemůže dát syna, a oženit se s Isabelou. Ta ale s pomocí venkovana Teodora uteče tajnými chodbami do nedalekého kostela. Když má být za tuto pomoc Teodor popraven, ukáže se, že je synem mnicha Jeronýma, který Isabelu v kostele ukryl. Jeroným prosí o život svého syna, ale Manfréd mu dá na výběr – buďto život jeho syna, nebo vydání princezny Isabely. V tom všechny vyruší trubka a na nádvoří vstoupí skupina rytířů, kteří chtějí Isabelu odvést. Manfréd se proto snaží Isabelu najít dříve než oni.
Teodora, kterého uvěznili ve věži, vysvobodí Matylda a oba se do sebe zamilují. Teodor pak najde Isabelu a schová ji před Manfrédem do jeskyně. Střetne se přitom s jedním z neznámých rytířů a zraní jej. Ukáže se, že jde o ztraceného Isabelina otce Frederika. V zámku pak dochází k jednání mezi Manfrédem a Frederikem, kteří se domluví na tom, že si každý vezme dceru toho druhého. V noci se však Frederikovi zjeví postava zahalená v mnišské kutně s bezmasými čelistmi a prázdnými očními důlky kostlivce, která jej důrazně varuje, že nebyl osvobozen ze zajetí proto, aby se oddával světským rozkoším a přikazuje mu, aby na Matyldu zapomněl.
Manfréd má podezření, že se Isabela v kostele schází s Teodorem a rozhodne se ji ze žárlivosti zabít. Probodne ženu, která je s Teodorem a následně ke své hrůze zjistí, že je to jeho dcera Matylda. V okamžiku, kdy Matylda zemře, zaburácí hromová rána, stěny zámku jsou rozmetány mohutnou silou, z trosek se vynoří postava Alfonse Dobrého zveličená do obrovských rozměrů, která před svým zmizením prohlásí „Vizte Teodora, pravého Alfonsova dědice!“.
Manfréd, zničený smrtí své dcery, přizná, že jeho děd Ricardo byl Alfonsovým komorníkem, ve Svaté zemi jej otrávil a pomocí zfalšované závěti se prohlásil jeho dědicem. Otec Jeroným pak vyjeví celou pravdu o původu Teodora, který je Alfonsovým vnukem a synem jeho dcery, kterou Jeroným vychoval a pak se s ní oženil.
Ráno podepsal Manfréd se souhlasem Hypolity abdikační listinu, kterou se vzdal knížectví; pak oba oblékli řeholní roucho a uchýlili se do sousedních klášterů. Frederik nabídl novému knížeti ruku své dcery. Teodor nejprve odmítal nový vztah „a teprve po mnohých rozmluvách s Isabelou o své drahé Matyldě nabyl přesvědčení, že nepozná štěstí nikde jinde než ve společnosti té, s níž bude moci navždy hovět zasmušilosti, která se zmocnila jeho duše“.

## Filmové adaptace
- Otrantský zámek (1977), český krátký animovaný film, režie Jan Švankmajer.[11]

## Česká vydání
- Otrantský zámek. In: Anglický gotický román. Praha: Odeon 1970. přeložili Emanuel a Taťána Tilschovi.
- Otrantský zámek, Praha: Městská knihovna v Praze 2020, přeložili Emanuel a Taťána Tilschovi, elektronická kniha.